# Norbert Csiki
Norbert Csiki (* 21. Mai 1991 in Budapest) ist ein ungarischer Fußballspieler. Seine Schwester Renáta Csiki ist Handballspielerin.

## Karriere
Norbert Csiki erlernte das Fußballspielen in den ungarischen Jugendmannschaften von Ferencvárosi TC, Goldball FC und MTK Budapest FC. 2009 wurde er als Jugendspieler an die Jugendmannschaft des englischen Vereins Oldham Athletic ausgeliehen. Von 2010 bis 2015 stand er bei MTK Budapest FC unter Vertrag. Der Verein aus Budapest spielte in der ersten Liga des Landes, der Nemzeti Bajnokság. 2016 wechselte er nach Asien. Hier unterschrieb er einen Vertrag beim Sisaket FC in Thailand. Der Verein aus Sisaket spielte in der höchsten Liga des Landes, der Thai Premier League. Nach 17 Erstligaspielen kehrte er Mitte 2016 wieder ein seine Heimat zurück. Hier schloss er sich dem Erstligisten Gyirmót SE an. Bis Mitte 2017 spielte er 23-mal in der ersten Liga. Von Juli 2017 bis Januar 2018 war er vertrags- und vereinslos. Im Februar 2018 nahm ihn der Erstligist Vasas Budapest aus Budapest unter Vertrag. Hier spielte er bis Juni 2018. Im Anschluss unterzeichnete er einen Einjahresvertrag beim ebenfalls in der ersten Liga spielenden Budaörsi SC in Budaörs. Nach Vertragsende verpflichtete ihn Ligakonkurrent Kaposvári Rákóczi FC.